# Battlerite
Battlerite je besplatna timski bazirana akciona igra bazirana na Višekorisnička onlajn borbena arena (MOBA)  proizvedena i izdata od strane Stunlock Studios. Igra se smatra kao naslednik Bloodline Champions  proizvedena od strane istih proizvodjača. Prvobitna verzija igrice je objavljena u septembru 2016. godine, prodato je preko 440.000 kopija za tri meseca, i igra je oficijalno izdata 7. novembra 2017. godine.
U maju 2018. godine, programeri su najavili razvoj novog besplatnog moda baziranog na žanru Battle royal planiranom da bude objavljen leta te godine, u avgustu 2018. godine, proizvodjači su najavili da mod više neće biti besplatan umesto toga biće izbačen kao samostalna igra planirana da bude objavljena u septembru iste godine.
U julu 2019. godine, Stunlock Studios je najavio da će aktivni rad na igri prestati. Oktobra iste godine predstavljeno je poslednje ažuriranje za Battlerite i Battlerite Royal će ostati u „modu održavanja” u bliskoj budućnosti . 

## Sadržaj igre
Battleritese sastoji od dva tima, sa po dva ili tri igrča, boreći se jedni protiv drugih. Pre nego što igra počne, svaki igrač bira jedinstvenog lika kojeg može igrati pod nazivom Champion sa jedinstvenim napadačkim, odbrandbenim, i pokretačkim sposobnostima. Poražavajući svakokg igrača protivničkog tima donosi pobedničku rudnu za tvoj tim, i pobedjivanjem tri rundi donosi tvom timu pobedu. Runde imaju tajmer približno dva minuta, i kada tajmer istekne pojavljuje se Sudden Death boundary što znači da prisiljava igrače u mali prostor u centru mape. Igre se mogu igrati na nekoliko različitih mapa, svaka mapa ima svoju specifičnu strategiju.
Za razliku od tradicionalnih MOBA igrica, cilj nije da se unište kule ili baza. Dodatno igrači ne ubijaju neutralne jedinice za sticanje resursa i zbog toga igraci ne mogu kupiti predmete ili druge resurse u igri kako bi povećali statističke podatke ili sposobnosti svog lika. To dovodi do igranja fokusiranog na akciju, u kratkim mečevima u poređenju sa dužim igrama fokusiranim na strategiju, uobičajenim u tom žanru.

## Recepcija
je dobio uglavnom pozitivne kritike od strane kritičara Metacritic-a igra postiže ukupni rezultat 85 od 100.
PC Gamer je igri dao 89%, pohvalivši tempo igre, model slobodne igre i jednostavnost u poređenju s drugim igrama iz njenog žanra.  Slično tome, kritičar IGN-a Ian Novakakovski je dao  Battlerite-u ocenu 8,2 / 10. Dok kritikuje nasumične nagrade prema napredovanju kao „nepostojeća”, Novakovski zaključuje  „Battlerite udara tačno tamo gde se računa, a to je u areni. Timska borba teško pogađa srž onoga što čini konkurentno igranje tako zanimljivim iz sata u sat.” 
Battlerite je ubrzo skočila popularnost nakon lansiranja. Dve nedelje nakon što je igra izbačena na -u, Stunlock Studios tvrdili su da su već sakupili 200,000 igrača, uprkos činjenici da si prvobitno morao kupiti igru Od sada, Battlerite ima malu bazu igrača. Prema SteamCharts, i broj igrača za 2017. godinu dostigao je vrhunac u novembru sa 44.850 igrača u tom mesecu; od 2018. prosečni mesečni maksimum smanjen je na manje od 4.000.
PC Gamer je uključio Battlerite u listu najboljih besplatnih igara na Steam-u.

## Spoljašnji linkovi
- Zvanični sajt Battlerite-a